# Anatolij Strepetow
Anatolij Ołeksandrowycz Strepetow, ukr. Анатолій Олександрович Стрепетов, ros. Анатолий Александрович Стрепетов, Anatolij Aleksandrowicz Striepietow (ur. 27 marca 1938, Ukraińska SRR, zm. 9 maja 2000 w Mariupolu, Ukraina) – ukraiński piłkarz, grający na pozycji obrońcy, trener piłkarski.

## Kariera piłkarska

### Kariera klubowa
Rozpoczął karierę piłkarską w drużynie Awanhard Makiejewka. W 1961 został piłkarzem klubu Azowstal Mariupol, w którym zakończył karierę piłkarza w roku 1964.

## Kariera trenerska
Po zakończeniu kariery piłkarskiej rozpoczął pracę szkoleniowca. Najpierw od 1966 trenował Azoweć Żdanow. Potem Strepetow doniósł do władz rządzącej partii komunistycznej, że starszy trener Ołeksandr Parachin pozwala piłkarzom pić alkohol i w sierpniu 1966 Parachin został zwolniony z zajmowanego stanowiska, a jego miejsce zajął Strepetow. W 1967 ponownie pomagał trenować piłkarzy Azowca. Potem szkolił dzieci w Szkole Sportowej w Żdanowie. Od 1976 do 1977 pracował na stanowisku dyrektora technicznego rodzimego klubu, który już nazywał się Nowator Żdanow. W 1981 ponownie pomagał trenować pierwszą drużynę Nowatora. Od 1984 do lipca 1986 po raz drugi prowadził zespół z Żdanowa. Wiele razy wracał do pracy w Szkole Sportowej, w której przygotował wielu znanych piłkarzy.
9 maja 2000 zmarł w Mariupolu w wieku 62 lat.